# Yamamoto Kansuke

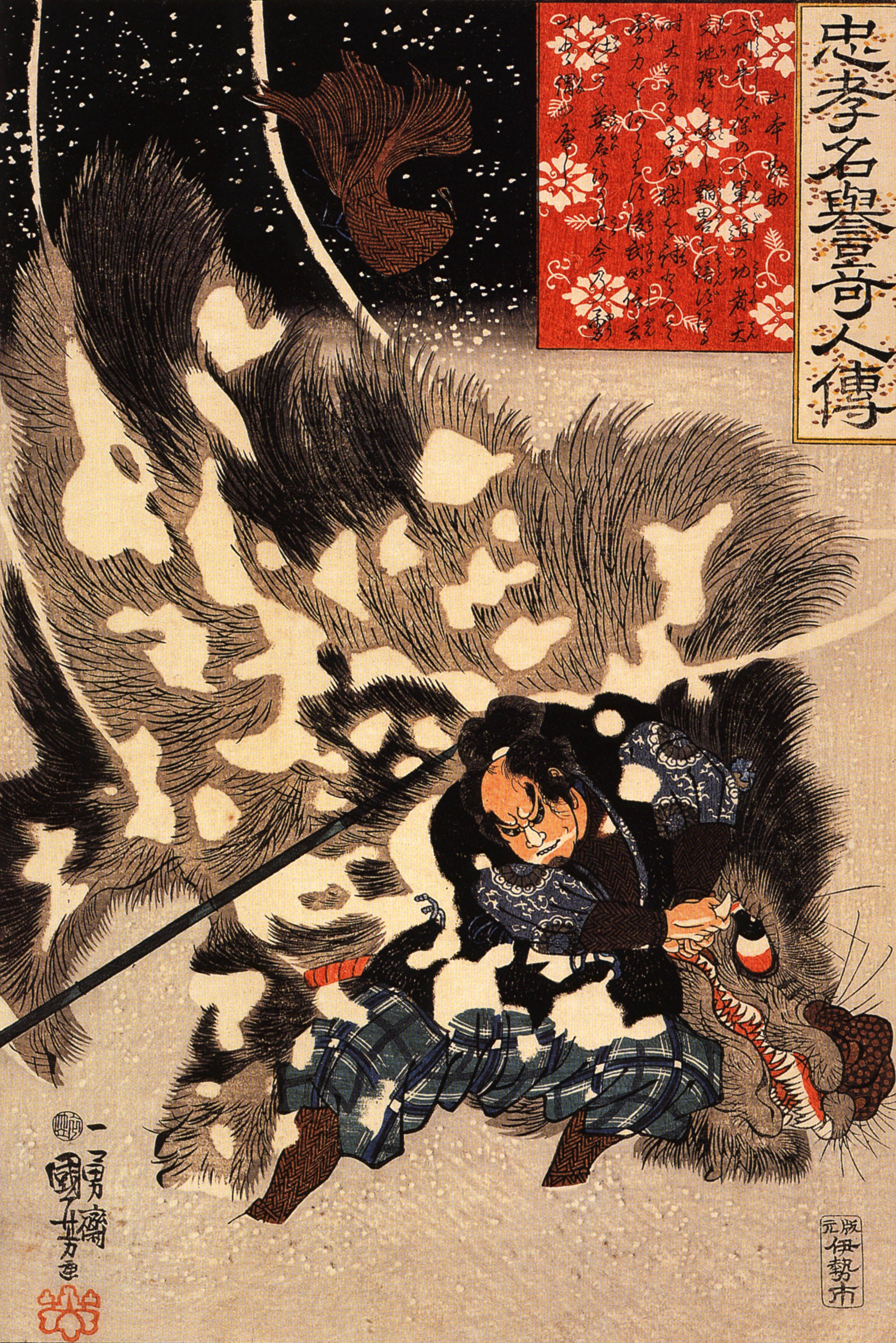
Kansuke in seiner Jugend, einen riesenhaften Eber niederringend. Darstellung von Utagawa Kuniyoshi

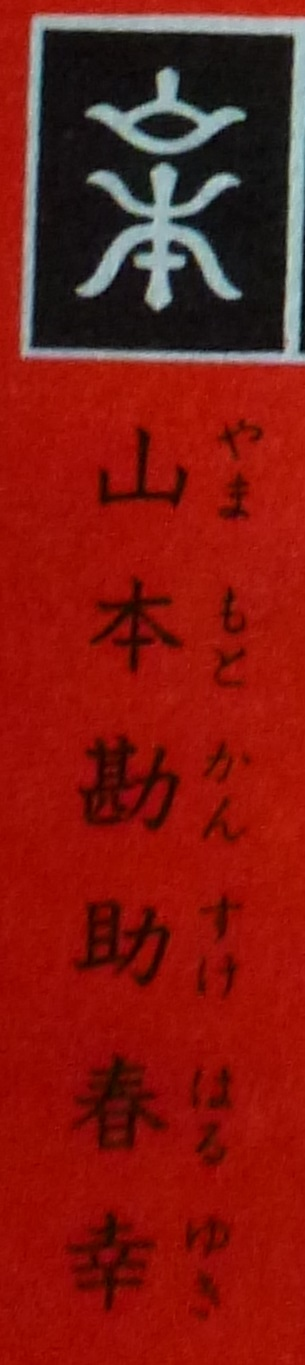
Sein Wappen, als einziges der 24 Generäle ist es direkt von den Schriftzeichen seines Namens abgeleitet. (山本)

Yamamoto Kansuke (jap. 山本 勘助 (菅介); * 1493 in der Provinz Mikawa als Yamamoto Haruyuki (山本 晴幸); † 10. September 1561 (?)) war ein japanischer Feldherr.
Er war der Chefstratege der 24 Generäle des Daimyō Takeda Shingen.
Er war ein brillanter Stratege und ist am bekanntesten für seinen Specht-Plan, der zum Sieg in der vierten Schlacht von Kawanakajima gegen Uesugi Kenshin führte. Er selbst erlebte seinen Sieg nicht mehr; da er annahm, dass sein Plan fehlgeschlagen sei, griff er die feindlichen Reihen frontal an, wurde schwer verwundet und beging schließlich den für den Samurai ehrenhaften, rituellen Selbstmord (seppuku) in der Schlacht.
Der Legende nach war er auf einem Auge blind und lahm, dennoch ein stolzer Krieger. In verschiedenen Kunstwerken trägt er eine Naginata als Stütze für sein schwaches Bein.
Yamamotos strategisches Geheimwissen wurde von Generation zu Generation weitervererbt, bis es 1804 in Form von reich bebilderten Schrift - Rollen als Okugisho. Die Kunst der hohen Strategie veröffentlicht wurde. Dieses Werk, eine Abhandlung über Strategie und Taktik, wird Yamamoto zugeschrieben und ist in den Chroniken der Takeda, dem Koyo Gunkan enthalten. Darin legt er den Schwerpunkt auf das strategische Verhalten der einzelnen Krieger.
Yamamoto Kansuke wurde 1959 von Yasushi Inoue zum Helden und Erzähler des Romans The Samurai Banner of Furin Kazan gemacht, aus dem Inagaki Hiroshi 1969 einen Film mit dem Titel Fūrin kazan (englischer Titel: Samurai Banners) machte, mit Toshirō Mifune in der Rolle des Yamamoto Kansuke.